# 劉懋功 (清朝)
劉懋功（1826年4月16日—1862年11月14日），字子謙，號錫三。江蘇省常州府武進縣（今屬常州市武進區）人，四川省成都府華陽縣籍，清朝政治人物，官陝西知縣、署知州。

## 生平
寄籍四川省成都府華陽縣增生。
咸豐元年（1851年），中式辛亥恩科四川鄉試舉人。二年（1852年），中式壬子恩科會試，殿試位列第三甲第二十四名同進士出身。籤分陝西即用知縣。
補陝西洋縣知縣，調任咸陽縣知縣。歷次署理汧陽縣知縣、寗羌州知州。保升同知、直隸州知州。誥授奉政大夫。
同治元年九月二十三日（1862年11月14日），進勦陝甘回亂，在營立功，因積勞病卒，年三十七歲。奉旨賜卹，特贈知府恩廕，例贈中憲大夫。

## 著作
- 纂修《光緒盂縣志》。[2]

## 家族
劉懋功為武進西營劉氏第十七世。
- 祖父：劉在容（1770年－1821年），監生援例報捐從九品。
- 父：劉安復（1792年－1832年），宗人府議敘從九品。

### 妻妾
- 正室：張氏，誥封宜人，例晉恭人。湖南監生張慶桐之女。
- 繼室：張氏，誥封宜人，例晉恭人。山西霍州直隸州知州成都張映南之女。

### 子女
- 子：劉毓元[3]
- 子：劉葆元（1847年－1863年），卒，以劉旉四子肇元入嗣。
- 嗣子：劉肇元（1869年－1927年）。